# André Henriques (cantor)
André Henriques (Lisboa, 1980), é um cantor e letrista português que ficou conhecido como vocalista da banda Linda Martini, da qual é fundador. 

## Biografia
André Henriques nasceu em Lisboa, em 1980.  Destacou-se como voz e guitarra da banda de rock Linda Martini, com quem lançou seis álbuns desde 2003, cinco dos quais alcançaram o top cinco da tabela portuguesa de vendas. 
Em 2019, paralelamente às atividades com a banda, embarcou em seu primeiro projeto solo, que o levou ao lançamento do álbum Cajarana em Março de 2020.  O disco alcançou a 4ª posição da tabela portuguesa e foi promovido através de uma digressão em Portugal.
André Henriques foi convidado pela RTP (Rádio e Televisão de Portugal) como autor de uma das canções a concurso do Festival RTP da Canção 2023.

## Discografia Seleccionada
Entre a sua discografia encontram-se: 
Albuns de Estúdios
- 2020 – Cajarana, editado pela Sony Music [8]

Singles
- 2019 – Terra de ninguém (com Cristina Branco e Luís Figueiredo)
- 2019 – E de repente
- 2020 – Uma casa na praia
- 2020 – As melhores canções de amor